# Michael Doherty
Michael Doherty é professor de direito na Lancaster University. Ele é ex-presidente da Association of Law Teachers e um Senior Fellow da Higher Education Academy.

## Publicações seleccionadas
- Direito Público. 2ª edição, Routledge, 2018.[3][4]ISBN 9781138504936